# Englische Cricket-Nationalmannschaft in Indien in der Saison 2011/12
Die Tour der englischen Cricket-Nationalmannschaft nach Indien in der Saison 2011/12 fand vom 14. bis zum 29. Oktober 2011 statt. Die internationale Cricket-Tour war Bestandteil der Internationalen Cricket-Saison 2011/12 und umfasste fünf ODIs und ein Twenty20s. Indien gewann die ODI-Serie 5–0, während England die Twenty20-Serie mit 1–0 für sich entschied.

## Vorgeschichte
Für beide Teams war es die erste Tour der Saison. Das letzte aufeinandertreffen der beiden Mannschaften bei einer Tour fand in der Saison 2011 in den England statt.

## Stadien
Die folgenden Stadien wurden für die Tour als Austragungsort vorgesehen und am 29. Juni 2011 bekanntgegeben.
| Stadion   | Stadt                                      | Kapazität | Spiele         |
| --------- | ------------------------------------------ | --------- | -------------- |
| Delhi     | Feroz Shah Kotla                           | 48.000    | 2. ODI         |
| Hyderabad | Rajiv Gandhi International Cricket Stadium | 55.000    | 1. ODI         |
| Kolkata   | Eden Gardens                               | 82.000    | 5. ODI; 1. T20 |
| Mumbai    | Wankhede Stadium                           | 33.000    | 4. ODI         |
| Mohali    | Punjab Cricket Association Stadium         | 35.000    | 3. ODI         |

## Kaderlisten
England benannte seinen Kader am 27. September 2011.
Indien benannte seinen ODI-Kader am 29. September und seinen Twenty20-Kader am 17. Oktober 2011.
| ODI | ODI | Twenty20 | Twenty20 |
| Indien | England | Indien | England |
| --- | --- | --- | --- |
| - Mahendra Singh Dhoni (K & wk) - Varun Aaron - Sreenath Aravind - Ravichandran Ashwin - Virat Kohli - Gautam Gambhir - Ravindra Jadeja - Praveen Kumar - R Vinay Kumar - Abhimanyu Mithun - Parthiv Patel - Ajinkya Rahane - Suresh Raina - Rahul Sharma - Manoj Tiwary - Umesh Yadav | - Alastair Cook (K) - Jonny Bairstow - Ian Bell - Ravi Bopara - Scott Borthwick - Tim Bresnan - Jos Buttler - Jade Dernbach - Steve Finn - Craig Kieswetter (wk) - Stuart Meaker - Samit Patel - Kevin Pietersen - Graeme Swann - Jonathan Trott - Chris Woakes | - Mahendra Singh Dhoni (K & wk) - Varun Aaron - Sreenath Aravind - Ravichandran Ashwin - Ravindra Jadeja - Virat Kohli - Praveen Kumar - R Vinay Kumar - Yusuf Pathan - Ajinkya Rahane - Suresh Raina - Rahul Sharma - Manoj Tiwary - Robin Uthappa - Umesh Yadav | - Graeme Swann (K) - Jonny Bairstow - Ian Bell - Ravi Bopara - Scott Borthwick - Tim Bresnan - Jos Buttler - Alastair Cook - Jade Dernbach - Steve Finn - Craig Kieswetter (wk) - Stuart Meaker - Samit Patel - Kevin Pietersen - Jonathan Trott - Chris Woakes |

## Tour Matches
| 8. Oktober Scorecard | Hyderabad | England XI 219 (47.2)          | – | Hyderabad Cricket Association XI 163 (36.5) |
|                      |           | England XI gewinnt mit 56 Runs |   |                                             |

| 11. Oktober Scorecard | Hyderabad | England XI 367-4 (50)           | – | Hyderabad Cricket Association XI 114 (35.3) |
|                       |           | England XI gewinnt mit 253 Runs |   |                                             |

## One-Day Internationals

### Erstes ODI in Hyderabad
| 14. Oktober Scorecard | Hyderabad | Indien 300-7 (50)           | – | England 174 (36.1) |
|                       |           | Indien gewinnt mit 126 Runs |   |                    |

### Zweites ODI in Delhi
| 17. Oktober Scorecard | Delhi | England 237 (48.2)           | – | Indien 238-2 (36.4) |
|                       |       | Indien gewinnt mit 8 Wickets |   |                     |

### Drittes ODI in Chandigarh
| 20. Oktober Scorecard | Mohali | England 298-4 (50)           | – | Indien 300-5 (49.2) |
|                       |        | Indien gewinnt mit 5 Wickets |   |                     |

Der Engländer Tim Bresnan wurde auf Grund offenen Zeigens von Unmut mit einer Schiedsrichterentscheidung mit einer Geldstrafe belegt.

### Viertes ODI in Mumbai
| 23. Oktober Scorecard | Mumbai | England 220 (46.1)           | – | Indien 223-4 (40.1) |
|                       |        | Indien gewinnt mit 6 Wickets |   |                     |

### Fünftes ODI in Kolkata
| 25. Oktober Scorecard | Kolkata | Indien 271-8 (50)          | – | England 176 (37) |
|                       |         | Indien gewinnt mit 95 Runs |   |                  |

## Twenty20 Internationals

### Erstes Twenty20 in Kolkata
| 29. Oktober Scorecard | Kolkata | Indien 120-9 (20)             | – | England 121-4 (18.4) |
|                       |         | England gewinnt mit 6 Wickets |   |                      |

## Statistiken
Die folgenden Cricketstatistiken wurden bei dieser Tour erzielt.
| ODIs                | ODIs       | ODIs    | ODIs    | ODIs    | ODIs    | ODIs    | ODIs    | ODIs    |
| Batting             | Batting    | Batting | Batting | Batting | Batting | Batting | Batting | Batting |
| Spieler             | Mannschaft | Spiele  | Innings | Runs    | Average | HS      | 100s    | 50s     |
| ------------------- | ---------- | ------- | ------- | ------- | ------- | ------- | ------- | ------- |
| Virat Kohli         | Indien     | 5       | 5       | 270     | 90,00   | 112*    | 1       | 1       |
| Gautam Gambhir      | Indien     | 5       | 5       | 213     | 53,25   | 84*     | 0       | 2       |
| MS Dhoni            | Indien     | 5       | 4       | 212     |         | 87*     | 0       | 2       |
| Jonathan Trott      | England    | 5       | 5       | 202     | 50,50   | 98*     | 0       | 1       |
| Ajinkya Rahane      | Indien     | 5       | 5       | 182     | 36,40   | 91      | 0       | 1       |
| Bowling             |            |         |         |         |         |         |         |         |
| Spieler             | Mannschaft | Spiele  | Overs   | Wickets | Average | BBI     | 5W      | 10W     |
| Ravindra Jadeja     | Indien     | 5       | 40      | 11      | 17,00   | 4/33    | 0       | 0       |
| Ravichandran Ashwin | Indien     | 5       | 47.1    | 10      | 20,20   | 3/28    | 0       | 0       |
| Steven Finn         | England    | 5       | 48      | 8       | 31,62   | 3/45    | 0       | 0       |
| Vinay Kumar         | Indien     | 5       | 33      | 6       | 30,00   | 4/30    | 0       | 0       |
| Tim Bresnan         | England    | 5       | 43.2    | 5       | 49,00   | 2/41    | 0       | 0       |

| Twenty20            | Twenty20   | Twenty20 | Twenty20 | Twenty20 | Twenty20 | Twenty20 | Twenty20 | Twenty20 |
| Batting             | Batting    | Batting  | Batting  | Batting  | Batting  | Batting  | Batting  | Batting  |
| Spieler             | Mannschaft | Spiele   | Innings  | Runs     | Average  | HS       | 100s     | 50s      |
| ------------------- | ---------- | -------- | -------- | -------- | -------- | -------- | -------- | -------- |
| Kevin Pietersen     | England    | 1        | 1        | 53       | 53,00    | 53       | 0        | 1        |
| Suresh Raina        | Indien     | 1        | 1        | 39       | 39,00    | 39       | 0        | 0        |
| MS Dhoni            | Indien     | 1        | 1        | 21       | 21,00    | 21       | 0        | 0        |
| Samit Patel         | England    | 1        | 1        | 21       | 21,00    | 21       | 0        | 0        |
| Ravichandran Ashwin | Indien     | 1        | 1        | 17       |          | 17*      | 0        | 0        |
| Bowling             |            |          |          |          |          |          |          |          |
| Spieler             | Mannschaft | Spiele   | Overs    | Wickets  | Average  | BBI      | 5W       | 10W      |
| Steven Finn         | England    | 1        | 4        | 3        | 7,33     | 3/22     | 0        | 0        |
| Ravi Bopara         | England    | 1        | 3        | 2        | 8,00     | 2/16     | 0        | 0        |
| Tim Bresnan         | England    | 1        | 4        | 2        | 9,50     | 2/19     | 0        | 0        |
| Ravindra Jadeja     | Indien     | 1        | 4        | 1        | 9,00     | 1/9      | 0        | 0        |
| Suresh Raina        | Indien     | 1        | 2        | 1        | 9,00     | 1/9      | 0        | 0        |
| Virat Kohli         | Indien     | 1        | 2.4      | 1        | 13,00    | 1/13     | 0        | 0        |
| Samit Patel         | England    | 1        | 3        | 1        | 13,00    | 1/13     | 0        | 0        |
| Yusuf Pathan        | Indien     | 1        | 3        | 1        | 34,00    | 1/34     | 0        | 0        |

## Player of the Series
Als Player of the Series wurden die folgenden Spieler ausgezeichnet.
| Serie | Player of the Series |
| ----- | -------------------- |
| ODI   | MS Dhoni             |

### Player of the Match
Als Player of the Match wurden die folgenden Spieler ausgezeichnet.
| Spiel  | Player of the Match |
| ------ | ------------------- |
| 1. ODI | MS Dhoni            |
| 2. ODI | Virat Kohli         |
| 3. ODI | Ajinkya Rahane      |
| 4. ODI | Suresh Raina        |
| 5. ODI | Ravindra Jadeja     |
| 1. T20 | Kevin Pietersen     |